# Pană (instrument de scris)

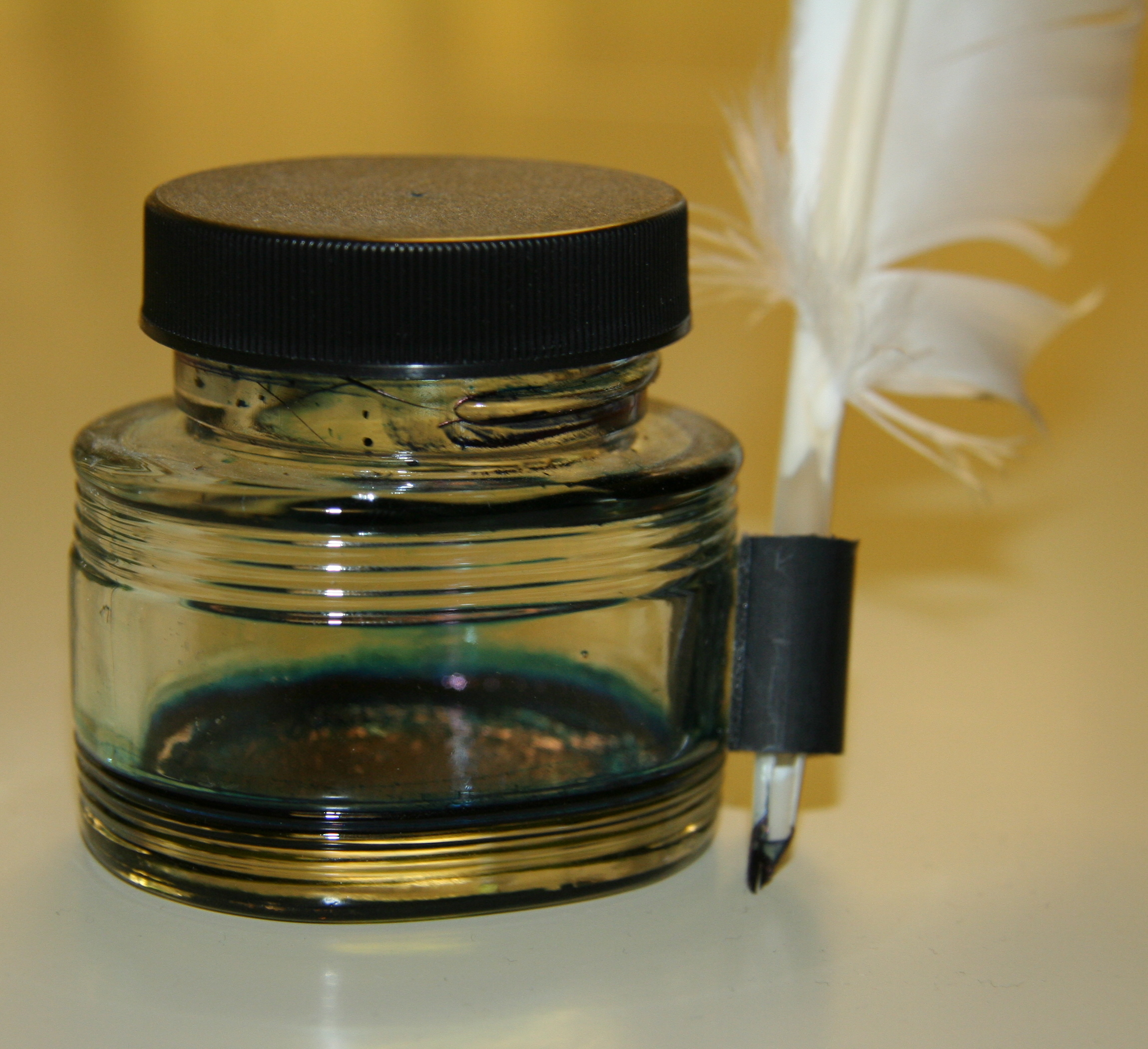
Călimară și pană de scris

Pana a fost folosită de la începutul evului mediu timpuriu până în secolul al XIX-lea ca instrument de scris. Erau folosite pene de păsări mari (precum cele de gâscă sau de lebădă), care erau crestate la capăt și introduse într-un recipient cu cerneală. În prezent pana este folosită doar restrâns ca instrument de scris, în special de către caligrafi profesioniști. 